# Hjortsberga kyrka, Småland
Hjortsberga kyrka är en kyrkobyggnad i Hjortsberga kyrkby, strax öster om tätorten Hjortsberga i Alvesta kommun i Kronobergs län i Småland. Den tillhör Alvesta församling i Växjö stift.

## Kyrkobyggnad
Den gamla kyrkan utgjordes av en medeltida träkyrka med stenkor. Även kyrkan i Kvenneberga var en träbyggnad av medeltida ursprung. Kyrkorna utdömdes slutligt vid biskop Esaias Tegnérs visitation 1828. Beslutet om sammanbyggnad överklagades dock men fastställdes av K Majt 1831. Hjortsberga gamla kyrka låg strax söder om den nuvarande (på kyrkogården) och revs strax efter det att nuvarande kyrka uppförts.
Kyrkobyggnaden uppfördes åren 1838-1839 i nyklassicistisk stil som en gemensam gudstjänstlokal för dåvarande Kvenneberga församling och Hjortsberga församling. Kyrkan togs i bruk 1:a söndagen i Advent 1840. Invigningen förrättades dock först 1853 av biskop Christopher Isac Heurlin. 
Kyrkobyggnaden som är byggd i sten  och ut och invändigt  putsad och vitkalkad består av ett rektangulärt långhus som avslutas med en korvägg och en bakomliggande halvrund  sakristia i öster. Tornet i väster är försedd med en tidstypisk lanternin  krönt med ett kors. Själva kyrkorummet är av salkyrkotyp med  tunnvalv. Kordelen markeras av väggpilastrar .
Under kyrkans sakristia finns ett gravkor för ätten Lindegren - Lagerbielke från Forssa. Kyrkan är belägen c:a 2 km nordost om Hjortsberga stationssamhälle.

## Inventarier
- Altartavlan "Kristi uppståndelse" är målad av Uno Angerstein 1846 och är en kopia av Fredric Westins altartavla i Kungsholms kyrka i Stockholm.
- Altaruppställningen  som omger altartavlan består av  dubbla kolonner  som bär upp en båge  utsmyckad med änglahuvuden.
- Nyklassicistisk  predikstol med ljudtak. Korgen är prydd med förgyllda symboler.
- Krucifixet  från gamla kyrkan är   daterat till 1200-talet.
- Sluten bänkinredning från kyrkans byggnadstid.
- Orgelläktare med utsvängt mittstycke.

## Orglar

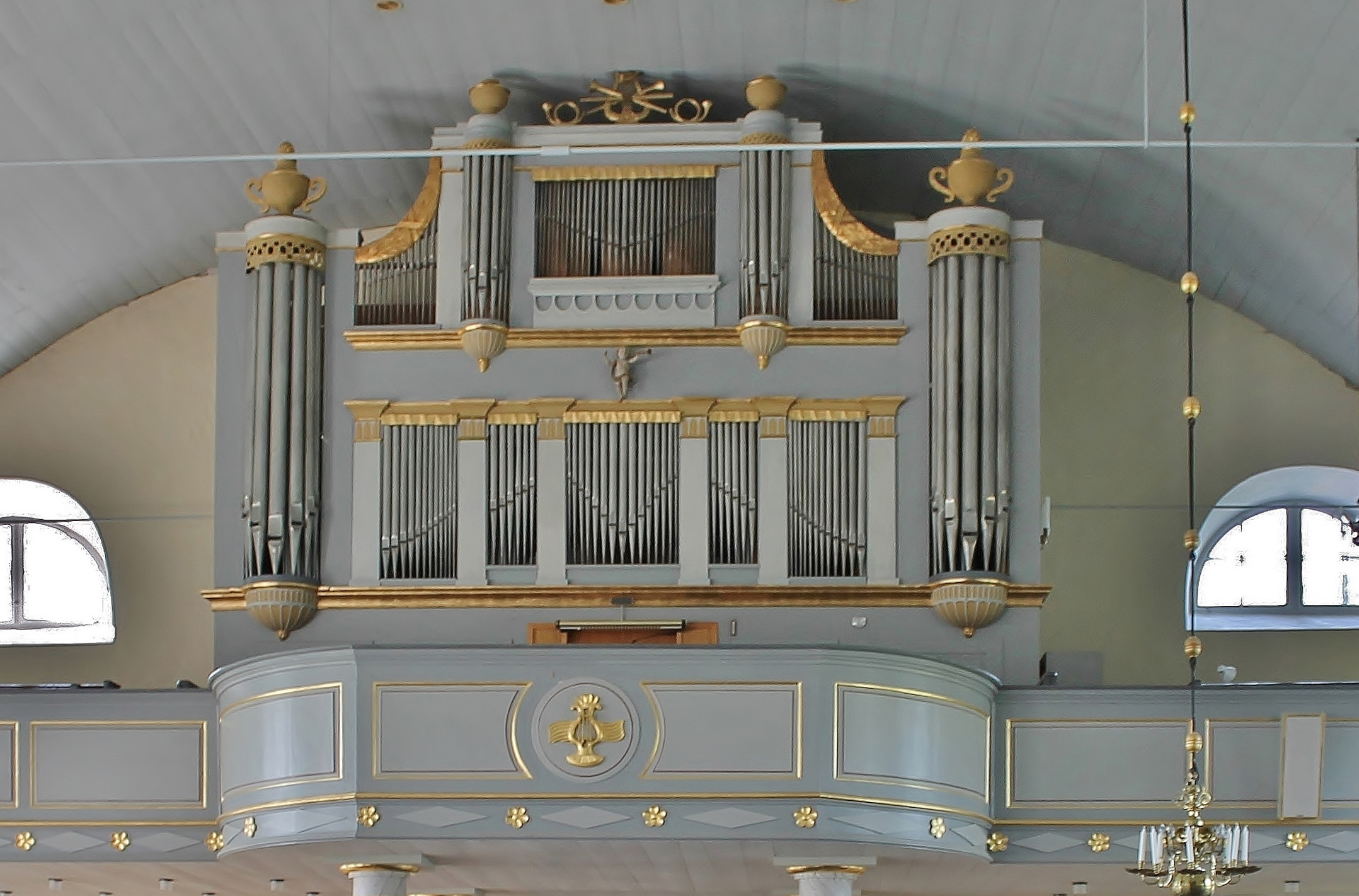
Läktarorgeln

- 1841 byggde Pehr Zacharias Strand, Stockholm en orgel.
- 1929 ersattes den av ett nytt verk byggt av A. Mårtenssons orgelfabrik, Lund med 22 stämmor.
- Det nuvarande mekaniska orgelverket är från 1973-1974 med 24 stämmor tillverkat av Anders Perssons Orgelbyggeri och byggt bakom 1841 års fasad.

| Huvudverk I          | Svällverk II      | Pedal                | Koppel |
| Principal 8´         | Rörflöjt 8´       | Subbas 16´           | I/P    |
| Gedackt 8´           | Kvintadena 8´     | Oktava 8´            | II/P   |
| Oktava 4´            | Principal 4´      | Borduna 8´           | II/I   |
| Rörflöjt 4´          | Koppelflöjt 4'    | Koralbas 4´          |        |
| Oktava 2'            | Waldflöjt 2'      | Rauschkvint III chor |        |
| Sesquialtera II chor | Nasat 1 1/3'      | Basun 16'            |        |
| Mixtur III-IV chor   | Scharf III chor   |                      |        |
| Trumpet 8'           | Krumhorn 8'       |                      |        |
|                      | Tremulant         |                      |        |
|                      | Crescendosvällare |                      |        |

- Kororgeln med 6 stämmor inköptes 2001 och är byggd av Åkerman & Lund Orgelbyggeri, 1981.

## Bildgalleri

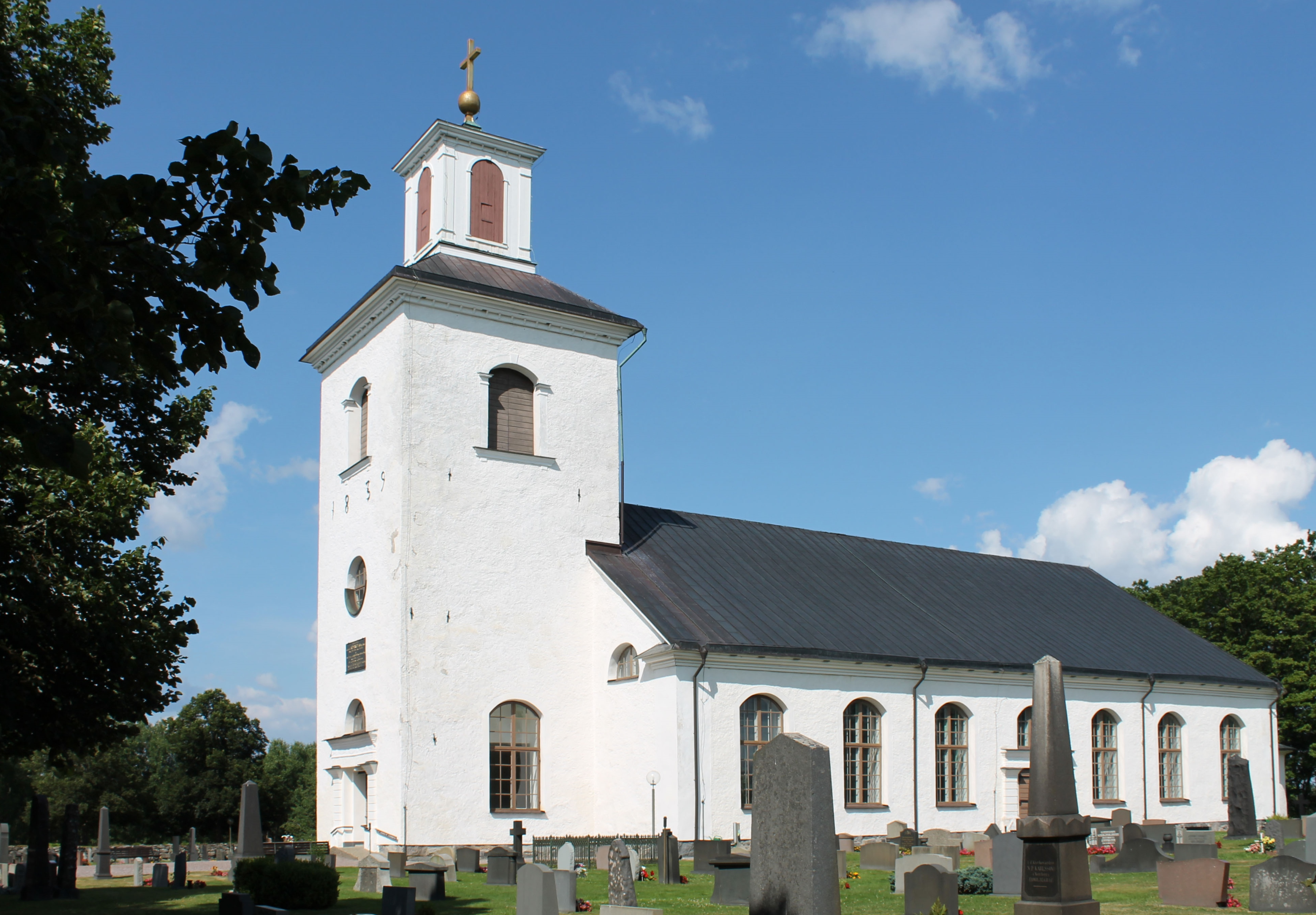
Kyrkan från sydväst.
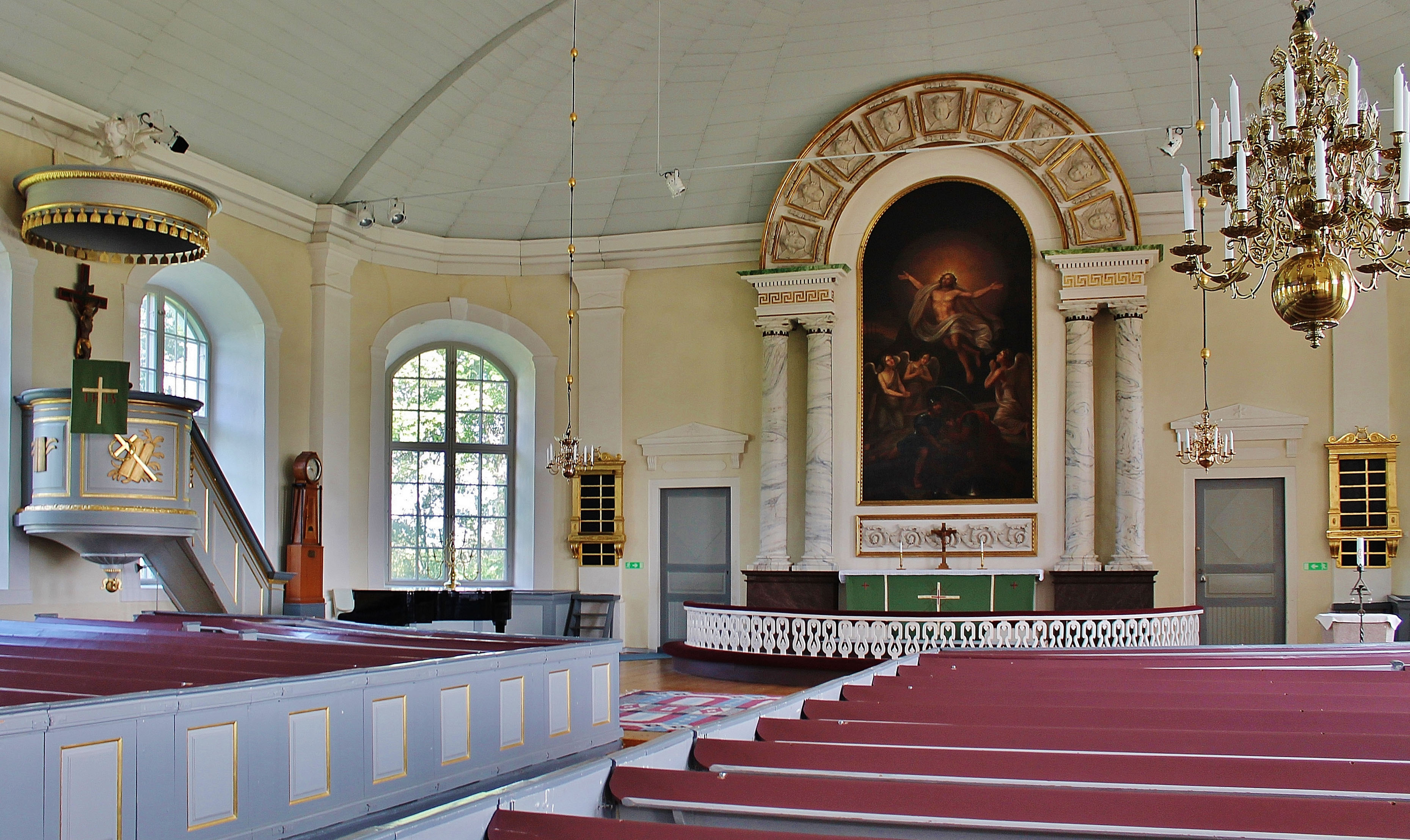
Interiör mot öster.
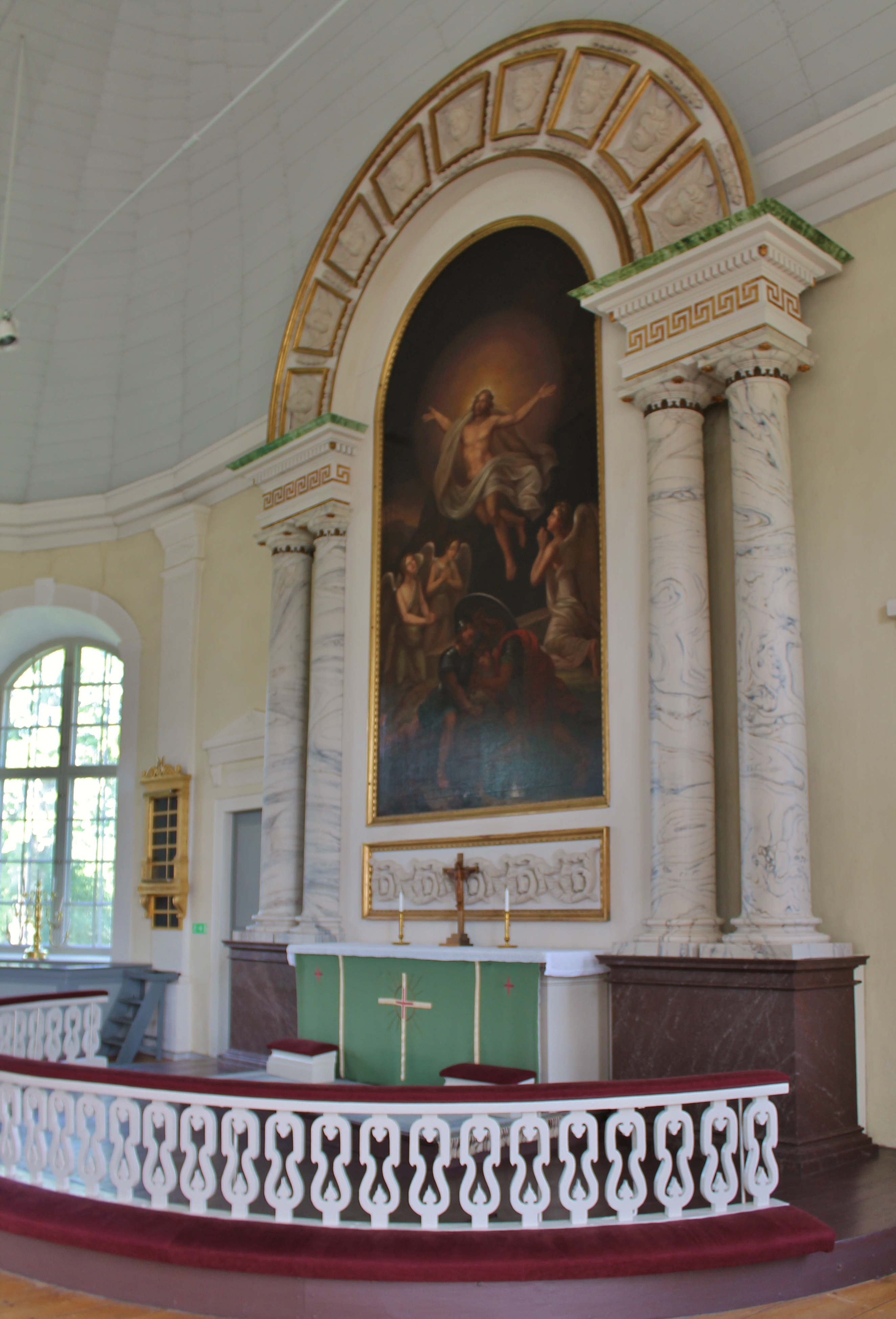
Koret.
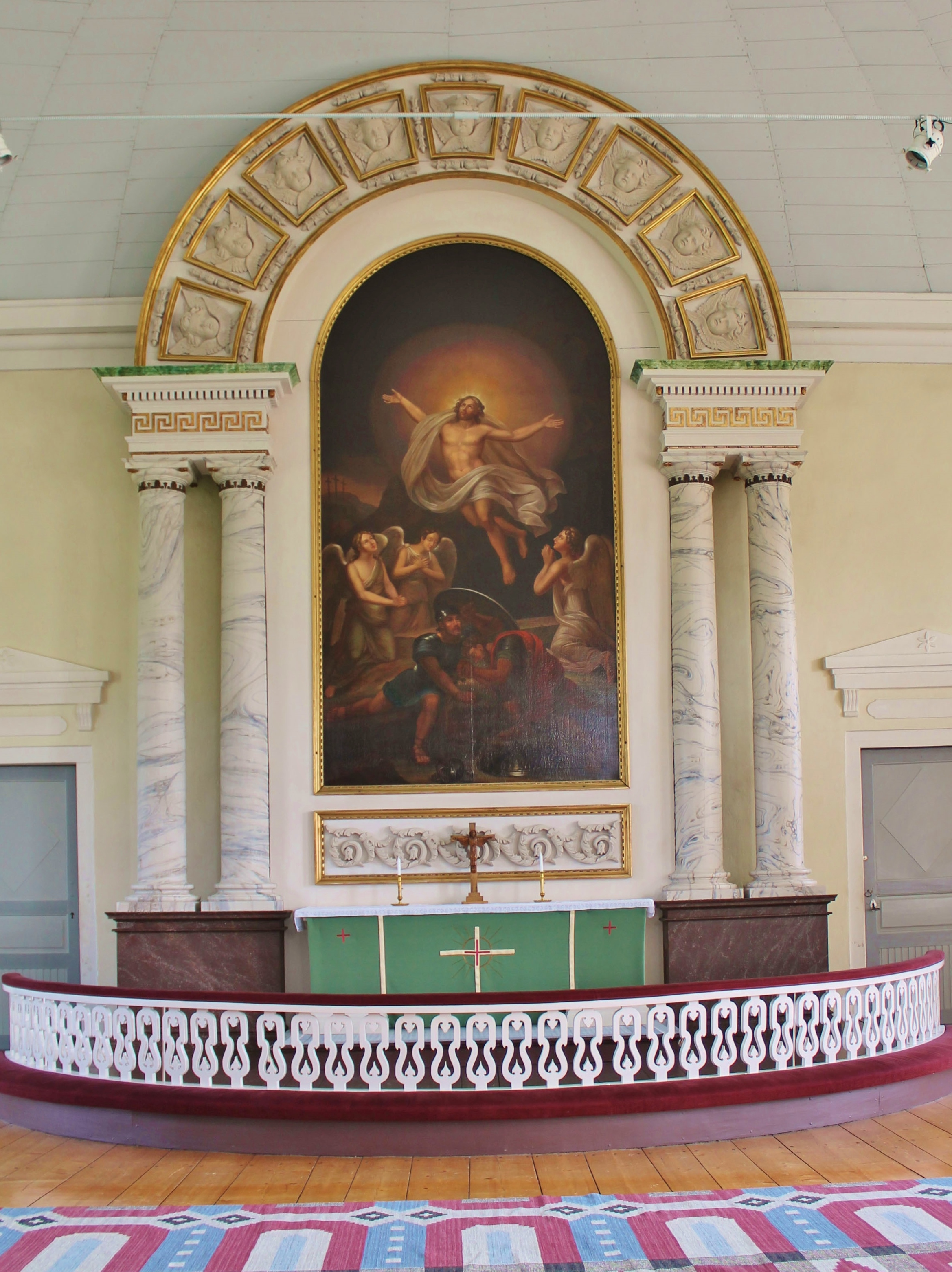
Altartavlan  "Kristi uppståndelse" .
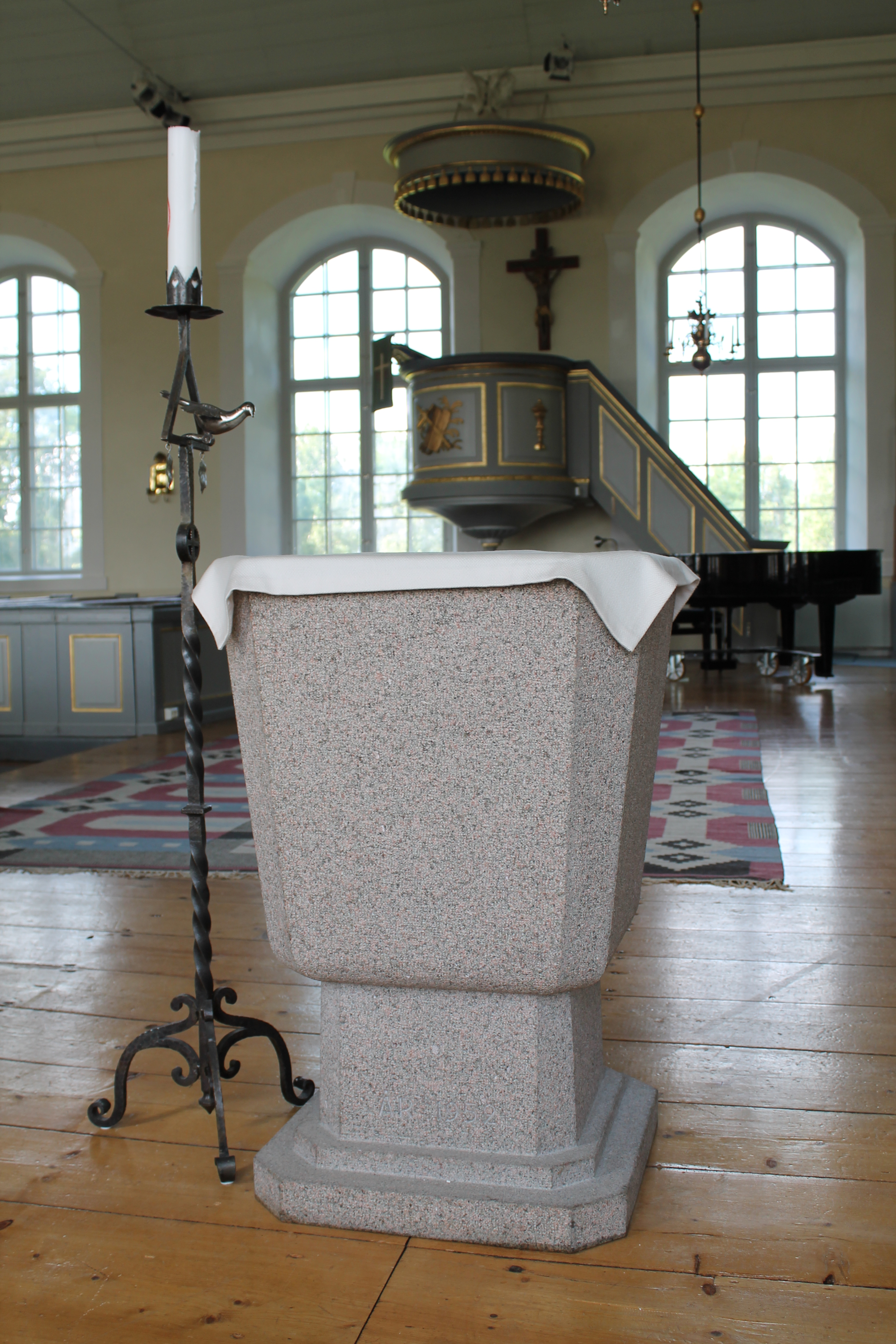
Dopfunten.
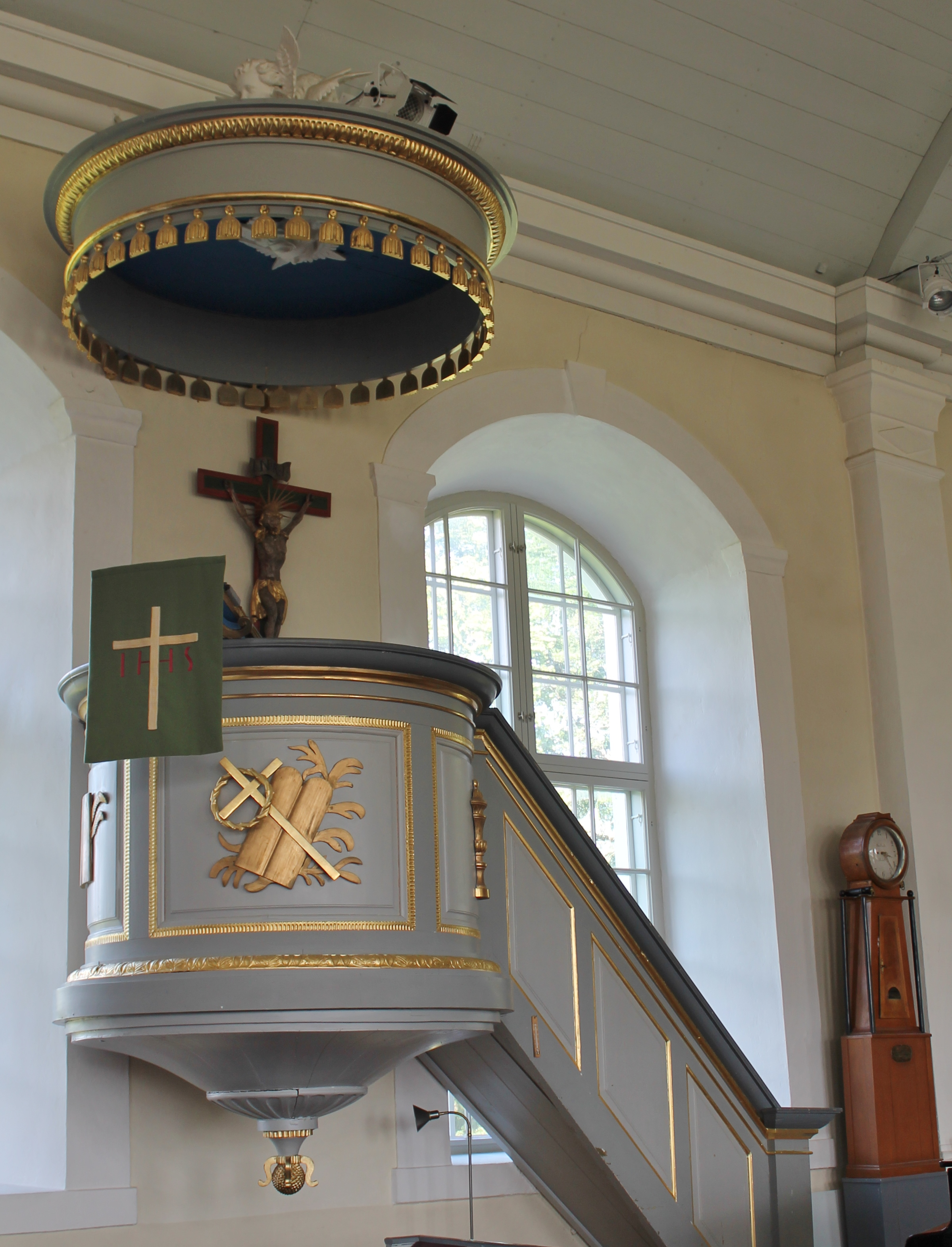
Den nyklassicistiska  predikstolen.
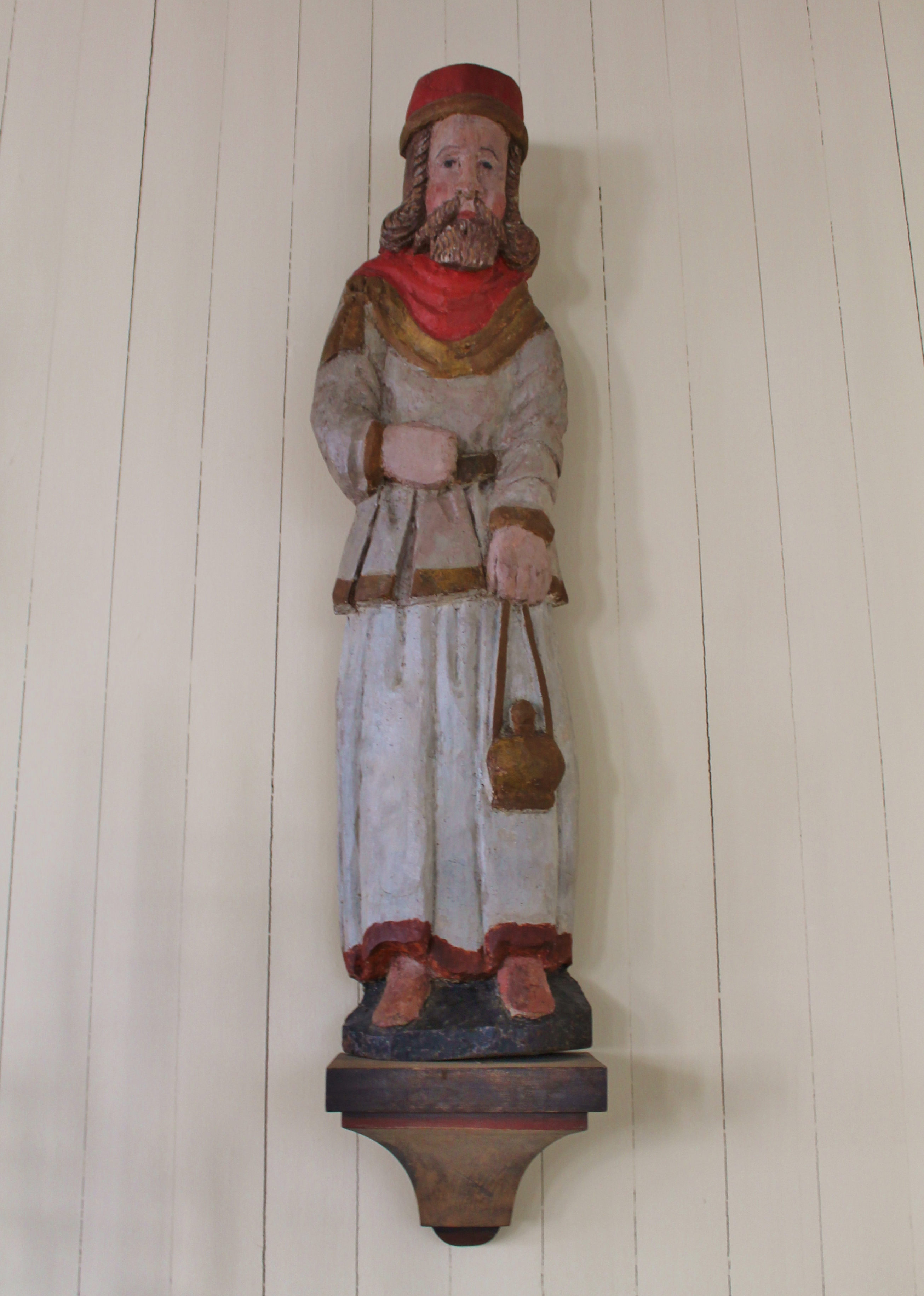
Aron med rökelsekar
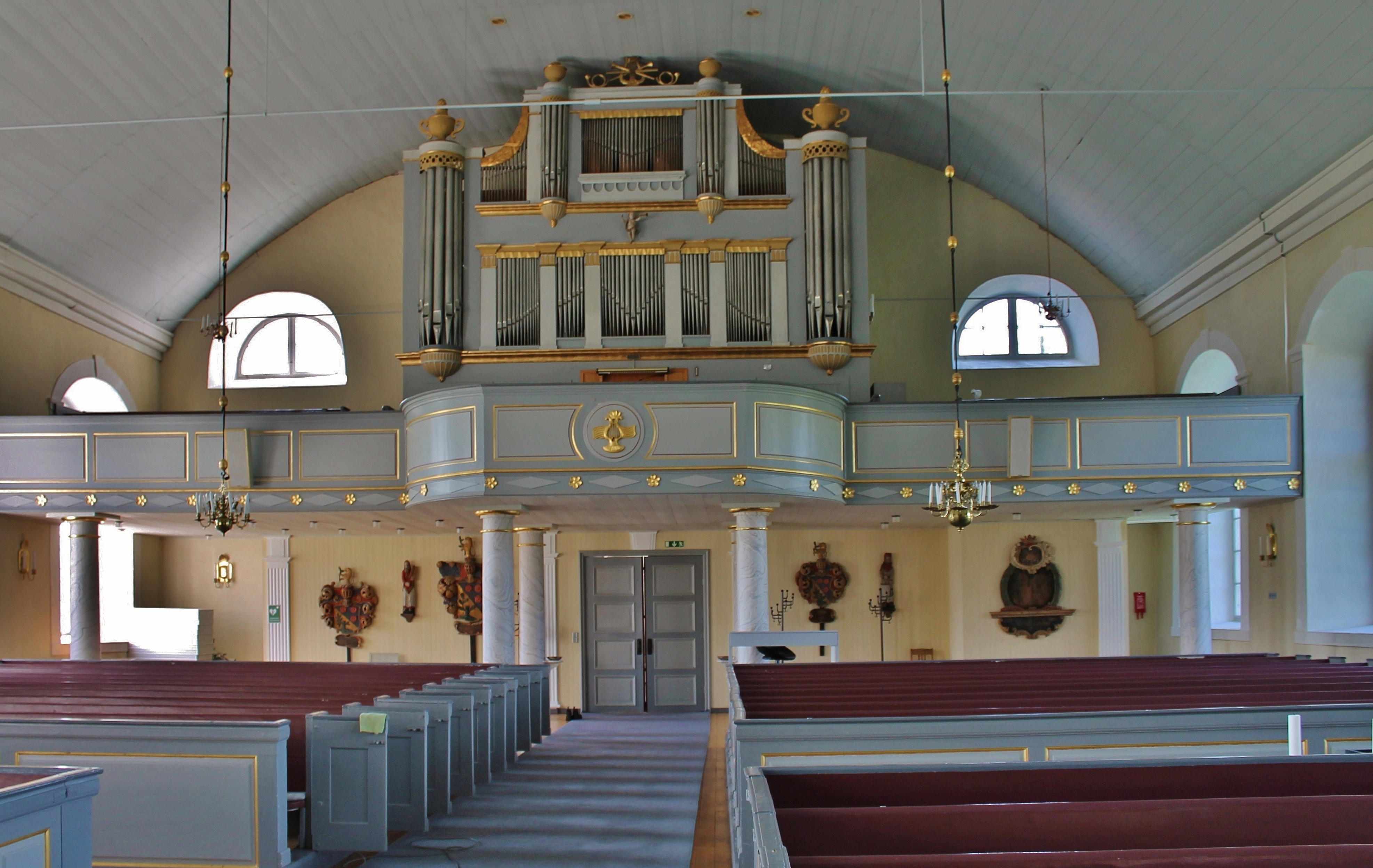
Kyrkorummet med läktarorgeln.